# CBCX-FM
CBCX-FM est une station de radio publique non commerciale canadienne qui diffuse le réseau d'Ici Musique de la SRC à la ville de Calgary en Alberta.
Les studios de CBCX sont situés au Cambrian Wellness Centre dans le nord-ouest du centre-ville de Calgary (en), tandis que son émetteur est situé au chemin Old Banff Coach et de la 85e rue sud-ouest à Calgary.
La station de radio dispose également d’un réémetteur de classe A, CBCX-FM-1 à Edmonton au 101,1 MHz à 3 931 watts.
Les deux émetteurs de cette station ont été autorisés en 2002 et mise en ondes début 2003.
Le 20 janvier 2012, Radio-Canada avait l’intention de fermer l’émetteur AM de la Première Chaîne (aujourd'hui ICI Première) d’Edmonton, CHFA, et pour échanger des fréquences entre son répéteur imbriqué à Edmonton, CHFA-10-FM (101,1), et CBCX-FM-1 (90,1), pour qu'il soit beaucoup plus puissant. Cette demande a été approuvée le 22 juin de la même année.

## Émetteurs
| Villes   | Identifiant | Fréquence | Puissance   | Classe | Coordonnées géographiques | Décision CRTC |
| -------- | ----------- | --------- | ----------- | ------ | ------------------------- | ------------- |
| Edmonton | CBCX-FM-1   | 101.1 FM  | 3 931 watts | A      |                           |               |